# The Church (album)
Pour les articles homonymes, voir Church.
Albums de Quentin Dupieux
Wrong : Original Soundtrack
(2011) All Wet
(2016)
The Church est le huitième album de Mr. Oizo, sorti en 2014 et comprenant 10 titres. Il a sorti cet album sous le label Brainfeeder. L'album est enregistré à Los Angeles. Il fut annoncé cet été sur la page Facebook de Mr. Oizo.

## Liste des titres
| No  | Titre                        | Durée |
| --- | ---------------------------- | ----- |
| 1.  | Bear Biscuit                 | 3:01  |
| 2.  | Ham                          | 3:14  |
| 3.  | Destop                       | 2:10  |
| 4.  | Dry Run (feat. Bart B. More) | 3:30  |
| 5.  | Mass Doom                    | 2:37  |
| 6.  | Machyne                      | 3:10  |
| 7.  | iSoap                        | 4:08  |
| 8.  | Torero                       | 4:29  |
| 9.  | Memorex                      | 1:08  |
| 10. | The Church                   | 3:32  |